# Скіпін Георгій Васильович
Скіпін Георгій Васильович (9 (22) березня 1900 — 6 червня 1964) — радянський нейрофізіолог, доктор медичних наук, професор.

## Життєпис
Народився в родині робітників. У 1926 р. закінчив Військово-медичну академію в Ленінграді. Під час навчання в академії з 1923 р. під керівництвом Івана Павлова проводив науково-дослідну роботу на кафедрі фізіології. Після закінчення академії працював лікарем військового шпиталю, паралельно продовжуючи дослідження умовних рефлексів у лабораторії Івана Павлова. 
У 1928 році за рекомендацією Івана Павлова був зарахований до аспірантури при фізіологічному відділі Всесоюзного інституту експериментальної медицини. Згодом продовжив навчання у докторантурі при Академії наук СРСР. У 1930–1934 роках обіймав посаду асистента кафедри фізіології 1-го Ленінградського медичного інституту, поєднуючи цю роботу з науковими дослідженнями у лабораторії Павлова у Всесоюзному інституті експериментальної медицини. Георгій Скіпін працював разом з І. П. Павловим понад 10 років, упродовж яких виконав низку цінних наукових досліджень в галузі вищої нервової діяльності. 
Упродовж 1934–1935 років очолював кафедру нормальної фізіології Донецького медичного інституту, у 1935-1936 рр. - лабораторію вищої нервової діяльності у Всесоюзному інституті експериментальної медицини в Москві. З 1937 року до липня 1941 року, маючи науковий ступінь кандидата медичних наук, очолював кафедру фізіології Вінницького медичного інституту. Під керівництвом Г. В. Скіпіна працювали асистенти М. С. Штарк і М. І. Іванов, вивчались механізми утворення умовних харчових рефлексів та вплив симпатичної нервової системи на вищу нервову діяльність.
У 1940—1941 роках було надруковано 9 статей у працях фізіологічної лабораторії ім. І. П. Павлова.
Протягом 1941—1949 років працював в м. Алма-Ата, де обіймав посаду завідувача фізіологічної лабораторії, викладача військово-санітарної справи і завідувача кафедри фізіології Інституту фізичної культури. У 1949–1952 роках очолював кафедру нормальної фізіології Іванівського медичного інституту.
Г. В. Скіпін присвятив педагогічній роботі у вищих навчальних закладах понад 20 років, підготував і виховав кілька сотень кваліфікованих лікарів і спеціалістів з питань фізичної культури. У всіх перерахованих кафедрах і лабораторіях він створював осередки науково-дослідницької роботи, головним чином з вивчення фізіології умовних рефлексів.
У 1952 р. Г. В. Скіпін був запрошений до Москви у новостворений Інститут вищої нервової діяльності, де упродовж майже десяти років працював завідувачем лабораторії рухових умовних рефлексів. Тут він організував лабораторію, колектив якої активно розробляв питання фізіології вищої нервової діяльності. Одночасно приділяв велику увагу педагогічній роботі, читаючи курс лекцій з питань вищої нервовій діяльності для аспірантів. У 1953 р. Г. В. Скіпін, як відомий спеціаліст з проблем вчення І. П. Павлова був обраний членом-кореспондентом Академії педагогічних наук РРФСР.

## Наукова діяльність
Георгій Скіпін у процесі тривалої спільної роботи з Івана Павлова глибоко сприйняв ідеї свого вчителя. Він послідовно втілював їх у життя у своїй науково-дослідницькій роботі, присвяченій умовним рефлексам, а також передавав свій досвід молодим науковцям.
Г. В. Скіпін був відомим спеціалістом в галузі фізіології вищої нервової діяльності не лише у СРСР, але й за кордоном. Ранні його дослідження були присвячені вивченню основних властивостей нервових процесів, зокрема, природі внутрішнього гальмування. Важливе значення мали праці Г. В. Скіпіна, в яких висвітлювались питання системності в діяльності великих півкуль головного мозку. Цій проблемі була присвячена його стаття «О системности в работе больших полушарий» (1938). Неабияке значення мали дослідження вченого про типологічні особливості вищої нервової діяльності.
Роботи раннього періоду діяльності вченого були узагальнені в монографії «О механизмах образования условных пищевых рефлексов» (1947).
В останній період свого життя, вже після перенесеної важкої хвороби, Г. В. Скіпін продовжував творчо розробляти таку важливу галузь науки про вищу нервову діяльність, як природа і механізм свідомих рухів. Спільно із співробітниками розробив оригінальні методики дослідження харчових і захисних рухових умовних рефлексів, які дозволяли моделювати складні рухові навички у тварин. В працях Г. В. Скіпіна і його учнів були висвітлені нові важливі факти про механізми свідомих рухів. При трактуванні умовних реакцій свідомих рухів, Г. В. Скіпін завжди виходив з поглядів І. П. Павлова, підкреслюючи матеріалістичний підхід до оцінки сутності свідомої діяльності. Результати своїх пошуків в цій галузі Г. В. Скіпін узагальнив в монографії «Физиологические основы произвольной деятельности животных», яку він підготував і подав до друку.
Г. В. Скіпін брав активну участь в науково-організаційній і суспільно-політичній роботі, був послідовним і принциповим, віддавав багато сил пропаганді фізіологічного вчення І. П. Павлова серед широких мас лікарів і педагогів. Був активним членом Редакційно ради «Журнала высшей нервной деятельности», приділяв багато уваги рецензуванню праць і консультуванню з питань вищої нервової діяльності. Загалом упродовж життя Г. В. Скіпін опублікував понад 50 наукових праць.

## Наукові праці
- Купалов Г. В. Секреция подчелюстной слюнной железы при различных раздражениях церебрального нерва индукционным током / Г. В. Купалов, Г. В. Скипин // Физиологический журнал. — 1934. — № 3. — С. 464—473.
- Скипин Г. В. К вопросу об иррадиации и концентрации тормозного процеса / Г. В. Скипин // Труды физиологической лаборатории академика И. П. Павлова. — 1932. — Т. IV. — С. 318—321.
- Скипин Г. В. Выработка условных двигательных рефлексов на зрительный раздражитель у обезьян гамадрилов / Г. В. Скипин // Физиологический журнал. — 1933 — № 6. — С. 884—886.
- Скипин Г. В. Диференцировка комплексных условных раздражителей / Г. В. Скипин // Труды физиологической лаборатории И. П. Павлова. — 1933. — Т. 5. — С. 407—430.
- Скипин Г. В. Анализ высшей нервной деятельности собаки по усложненной секреторно-двигательной методике. Сообщение 1-е / Г. В. Скипин // Труды физиологической лаборатории им. академика И. П. Павлова, 1941. — Т. X. — С. 5–16.
- Скипин Г. В. О механизме образования условных пищевых рефлексов / Г. В. Скипин. — М.: Советская наука, 1947. — 140 с.
- Скипин Г. В. Влияние симпатической нервной системы на высшую нервную деятельность / Г. В. Скипин // Труды обьединенной сессии, посвященной 10-летию со дня смерти акад. И. П. Павлова. — М., 1948. — С. 218—225.
- Скипин Г. В. К изучению физиологического механизма так называемых произвольных движений / Г. В. Скипин // Журнал высшей нервной деятельности. — 1951. — № 6. — С. 922—925.
- Скипин Г. В. Методика численного учета двигательных рефлексов у собаки / Г. В. Скипин, А. С. Шаров // Журнал высшей нервной деятельности. — 1955. — № 2. — С. 288—291.
- Скипин Г. В. О физиологических механизмах, лежащих в основе образования оборонительных условных рефлексов / Г. В. Скипин // Журнал высшей нервной деятельности. — 1957. — № 6. — С. 877—888.
- Скипин Г. В. О некоторых физиологических механизмах, лежащих в основе образования так называемых произвольных движений животных / Г. В. Скипин // Гагрские беседы. Т. 3. — Тбилиси: АН ГССР. — 1960. — С. 257—267.